# Iglesia de San Andrés (Olmedo)
La iglesia de San Andrés es un templo católico ubicado en la localidad de Olmedo, Provincia de Valladolid (Castilla y León, España).

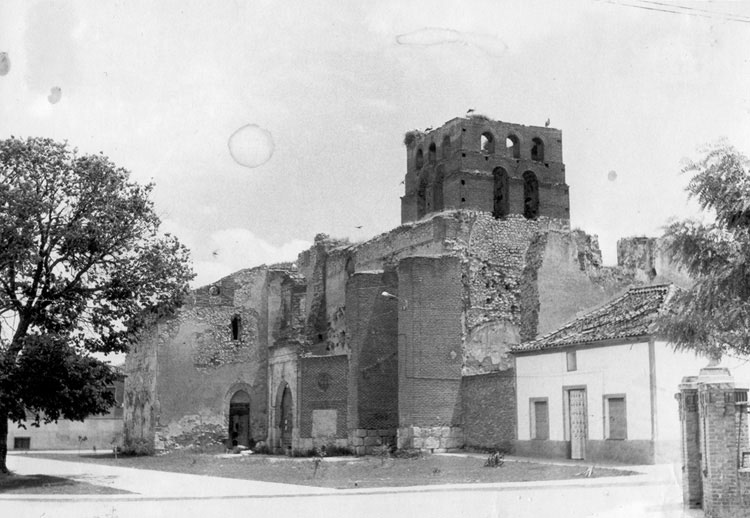
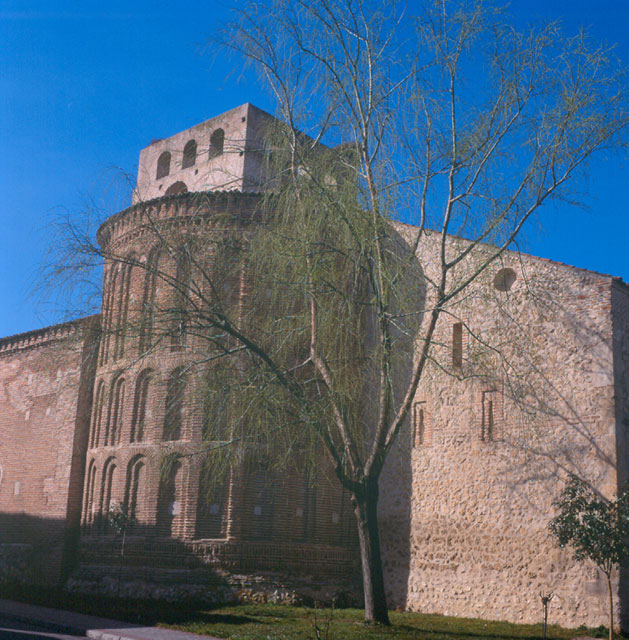
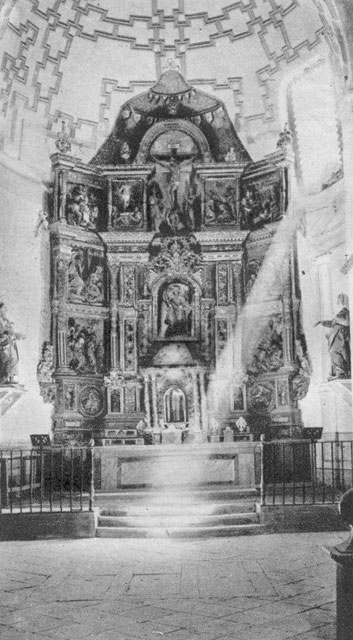